# Mladen Drijenčić
Mladen Drijenčić (Vareš, 9 luglio 1965) è un allenatore di pallacanestro bosniaco naturalizzato tedesco.

## Biografia
Si è rifugiato in Germania nel 1994, dopo essere scappato dalla natia Bosnia-Erzegovina a causa della guerra; stabilitosi a Krefeld, ha prima lavorato come ingegnere meccanico, dedicandosi poi alla pallacanestro a tempo pieno dopo l'ottenimento del visto.
È il padre di Robert Drijenčić, a sua volta cestista.

## Palmarès
- Coppa di Germania: 1

EWE Oldenburg: 2015
- ProB: 1

Oldenburger TB: 2013-14